# Тилутль
Тилутль (от.авар.-Льилюкь) — село в Тляратинском районе Дагестана. Входит в состав сельского поселения сельсовет Тляратинский.

## География
Расположено в 0,2 км к западу от районного центра — села Тлярата, на левом берегу реки Джурмут

## Население
| 1869 | 1888 | 1895 | 1926 | 1939 | 1970 | 1989 |
| ---- | ---- | ---- | ---- | ---- | ---- | ---- |
| 33   | ↗42  | ↗48  | ↗55  | ↗123 | ↗229 | ↗252 |
| 2002 | 2010 | 2021 |      |      |      |      |
| ↗286 | ↗347 | ↗394 |      |      |      |      |